# Hareby
Hareby är en by i civil parish Bolingbroke, i distriktet East Lindsey, i grevskapet Lincolnshire, i England. Byn är belägen 8 km från Horncastle. Hareby var en civil parish fram till 1987 när blev den en del av Bolingbroke. Civil parish hade 30 invånare år 1961. Byn nämndes i Domedagsboken (Domesday Book) år 1086, och kallades då Harebi.